# Aurel Dermek
Aurel Dermek Dermen (1929-1989) fue un micólogo eslovaco.

## Publicaciones
- Naše huby (1967)
- Hríbovité huby (1974)
- Poznávajme huby (1974)
- Atlas našich húb (1977)
- Malý atlas húb (1980)

- La abreviatura «Dermek» se emplea para indicar a Aurel Dermek como autoridad en la descripción y clasificación científica de los vegetales.[2]

## Anexo
- Anexo:Micólogos